# Ida Hartvig
Ida Hartvig es una deportista danesa que compitió en vela en la clase Yngling. Ganó una medalla de oro en el Campeonato Mundial de Yngling de 2004.

## Palmarés internacional
| \| Campeonato Mundial \| Campeonato Mundial \| Campeonato Mundial \| Campeonato Mundial \| \| Año \| Lugar \| Medalla \| Clase \| \| ------------------ \| ------------------ \| ------------------ \| ------------------ \| \| 2004 \| Santander (España) \| Medalla de oro \| Yngling \| |                    |                |         |
| Campeonato Mundial |                    |                |         |
| Año | Lugar              | Medalla        | Clase   |
| 2004 | Santander (España) | Medalla de oro | Yngling |